# نبرد آمازون

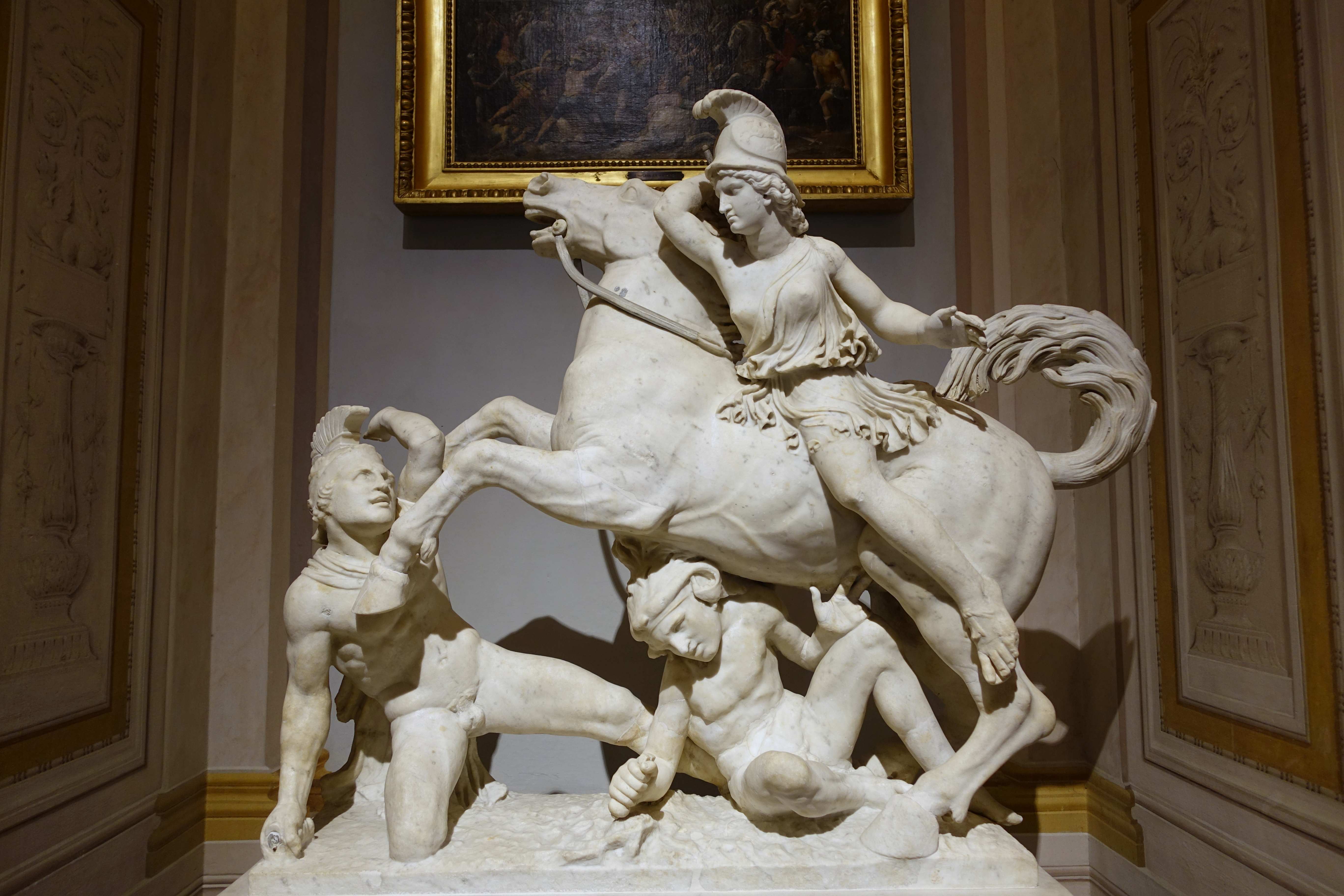
آمازون‌ها با بربر، نسخه رومی کپی شده از اصل یونانی، حدود ۱۶۰ میلادی، جنس مرمر؛ گالری بورگزه.

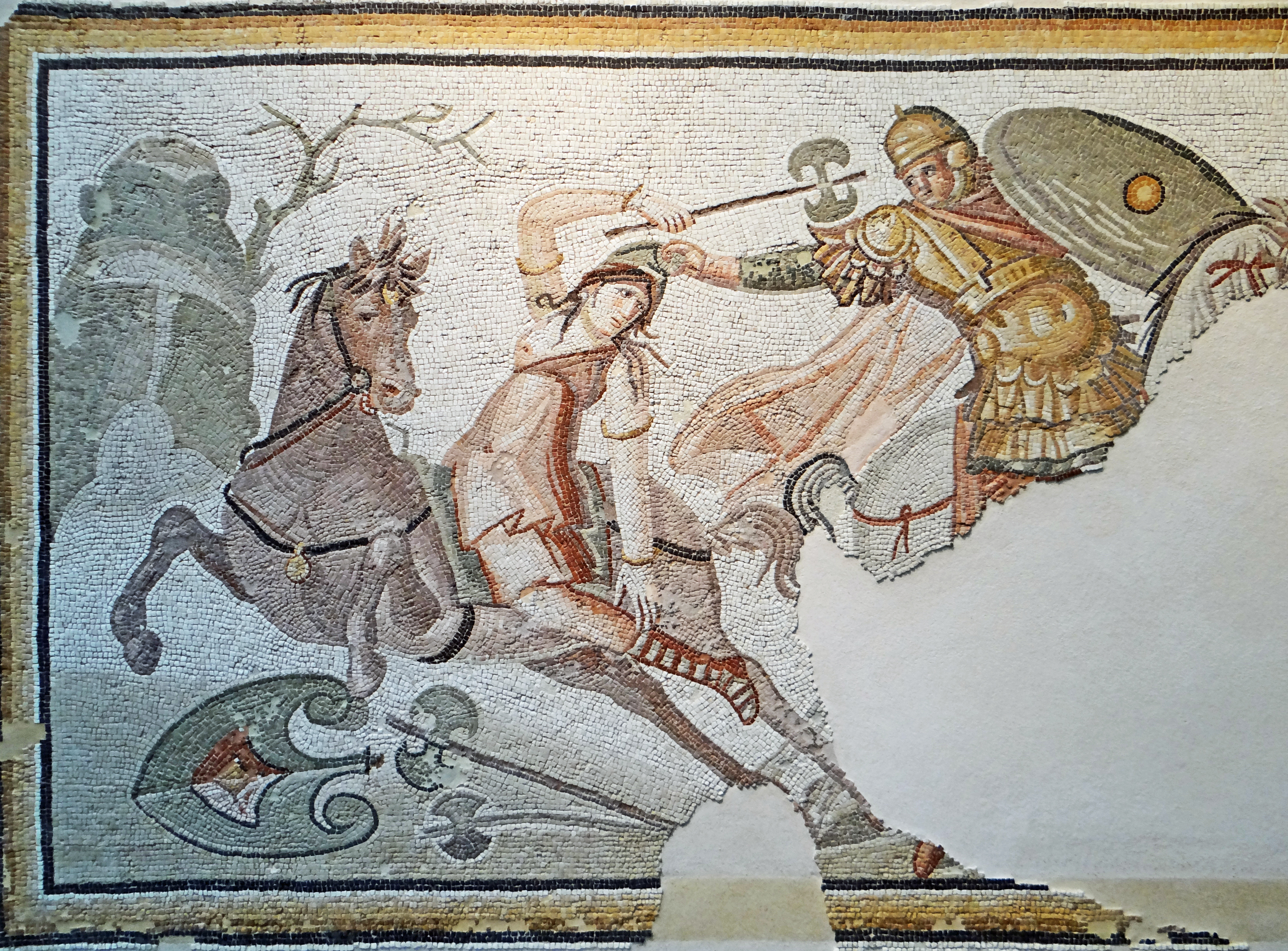
موزاییک نبرد آمازونی قرن چهارم پس از میلاد، از دافنه، حومه انطاکیه در ارونتوس (آنتاکیای امروزی، ترکیه). موزه لوور، دنون‌وینگ

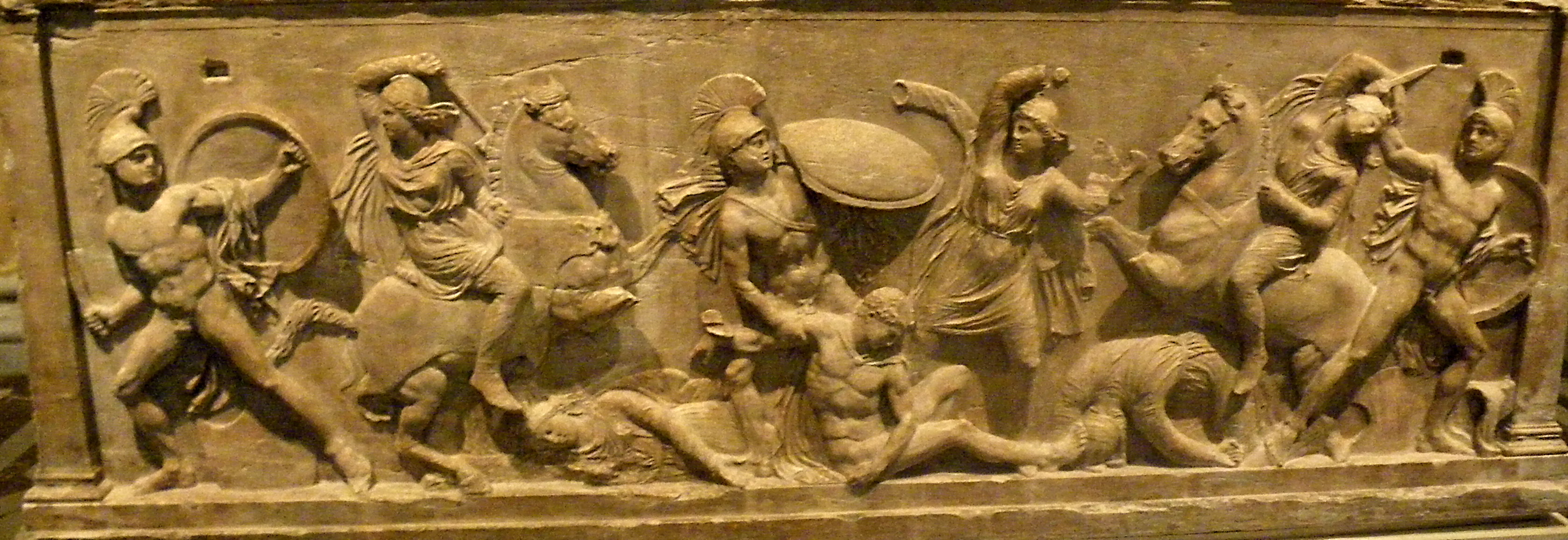
اکنون در وین نگهداری می‌شود

در اساطیر یونانی، نبرد آمازون‌ها (به انگلیسی: Amazonomachy)، (به یونانی: Ἀμαζονομαχίαι، با خط لاتین: Amazonomachies)، یک نبرد اساطیری بین یونانیان باستان و آمازون‌ها، ملتی که همه جنگجویانش زن بودند، گفته می‌شود. موضوع نبرد آمازونی در هنر یونان باستان و هنر رومی رایج بود.

## آمازون‌ها در اساطیر
در سراسر دوران باستان، آمازون‌ها به عنوان نژادی از جنگجویان زن برخاسته از آرس شناخته می‌شدند، و به شدت خودمختار و در شکار، سوارکاری، تیراندازی با کمان و جنگاوری مهارت داشته‌اند. آنها آرس و آرتمیس را به ترتیب به‌عنوان خدای جنگ و الهه شکار می‌پرستیدند، و موقعیت جغرافیایی آنها به‌طور قابل توجهی با سکاها و آسیای کوچک پیوند خورده بود.
در روایت‌های حماسی یونان، آمازون‌ها به‌عنوان شخصیت‌های قهرمانانه غیریونانی در نظر گرفته می‌شدند، که در میدان نبرد، قدرت و مردانگی قهرمانان یونانی را به چالش می‌کشیدند، جنگجویانی مانند: آشیل، بلروفون، هرکول، تسئوس و آتنی‌ها از آن جمله‌اند.

### جنگ تروا، آشیل
در حماسهٔ گمشدهٔ یونانی آیتیوپیس، که در قرن هشتم پیش از میلاد سروده شده و عموماً به آرکتینوس میلتوسی نسبت داده می‌شود، آشیل با پانته‌زیله، ملکهٔ آمازون‌ها، که پس از مرگ هکتور برای کمک به تروآ آمده بود می‌جنگد و او را می‌کشد. اسطوره‌های شفاهی و بازگویی‌های این حماسه دربارهٔ سقوط تروآ و نقش آمازون‌ها، بر آثار هومر، به‌ویژه در ایلیاد و ادیسه بسیار برجسته است.

### خان نهم هرکول
در نهمین خان هرکول، او از سوی ائوروستئوس مأمور شد که کمربند سلطنتی ملکه آمازون‌ها، هپیولیتا را برای دخترش به دست آورد. گرچه هرکول و آمازون‌ها در آغاز آماده مذاکره مسالمت‌آمیز بودند، اما نقشه‌های شوم هرا باعث بروز سوءتفاهمی میان آمازون‌ها و هرکول شد که سرانجام به یک نبرد خونین منجر شد. در این نبرد، آمازون‌ها شکست خوردند و کمربند سلطنتی به دست هرکول افتاد.

### جنگ‌آتیک، تسئوس
در برخی نسخه‌های افسانه، تسئوس همراه با هرکول در نهمین کار او حضور داشت، و آنتیوپ، خواهر هپیولیتا (یا خود هپیولیتا) را ربوده یا با او فرار کرده است. آنتیوپ سپس توسط تسئوس به آتن برده شد، در آنجا او با تسئوس ازدواج کرد و پسری به نام هیپولیتوس به دنیا آورد. به دنبال این ربایش، آمازون‌ها به یونان حمله کرده و جنگ افسانه‌ای آتیکی میان آمازون‌ها و آتنی‌ها آغاز شد که در نهایت با شکست آمازون‌ها پایان یافت.

## نبردهای آمازون‌ها در هنر
جنگ‌ها موضوعی بسیار رایج در هنر یونان باستان بودند، که در زمینه‌های مجسمه‌سازی معابد و همچنین در بسیاری از سفالینه‌های یونانی نمایان می‌شدند. به همراه صحنه‌های اقتباس‌شده از هومر و جنگ با غول‌ها، نبردهای آمازون‌ها نیز انتخاب محبوبی بود، که نبردهای میان مردان یونانی و زنان بیگانه را به تصویر می‌کشید. بعدها در هنر رومی، زمانی که رسم بر این شد صحنه‌های پیچیدهٔ جنگی به صورت فن مجسمه‌سازی «رلیف» نقش شود، در گورسنگی‌های رومی دوران بعدی تصاویر بسیاری بر روی دوطرف آن‌ها دیده می‌شوند. این صحنه‌ها همچنین در موزاییک‌ها نیز به نمایش درآمدند. تعداد اندکی از این تصاویر که در دوران قرون‌وسطی گسترش یافته بود در دوران رنسانس، و به ویژه در دوره باروک به اوج خود رسید.

### سپرهای یونانی اولیه

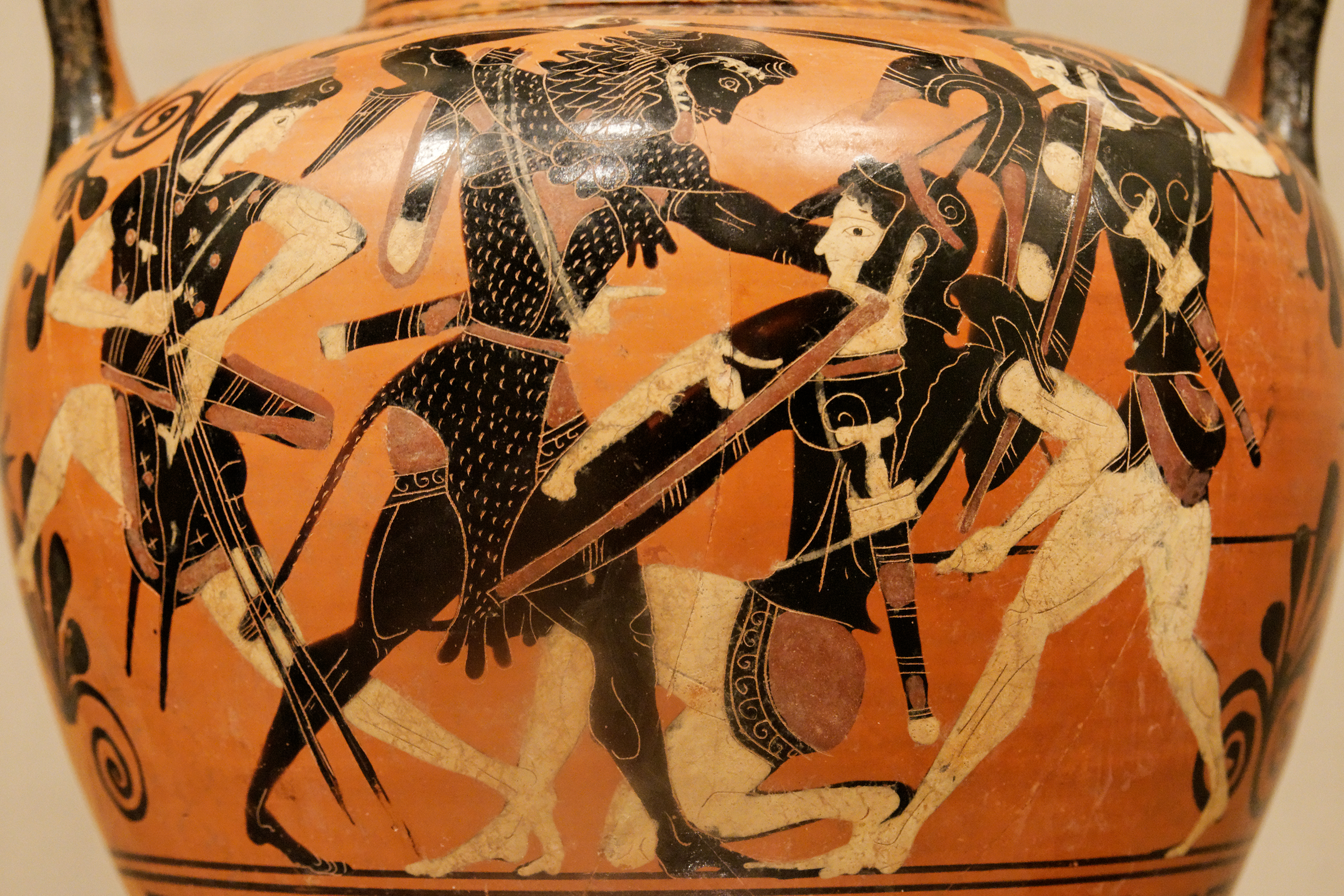
هرکول در حال مبارزه با آمازون‌ها، سمت روی(A)، گردن سیاه‌پیکر آمفورای آتیک.

هنر یونان باستان معمولاً آمازون‌ها را در صحنه‌های نبرد به تصویر می‌کشید و آن‌ها را سوار بر اسب یا در حال استفاده از سلاح‌هایی مانند تیر و کمان، شمشیر، نیزه و سپر نشان می‌داد. بر اساس شواهد موجود، نخستین نشانه‌های ورود این جنگجویان زن به هنر در قالب سپرهای پیشکشی و سپر تزئیناتی دیده می‌شود. قدیمی‌ترین نمونه شناخته‌شده مربوط به یک سپر سفالی از تیرینس است که به حدود سال ۷۰۰ پیش از میلاد بازمی‌گردد.

### سفال یونان باستان
آمازون‌ها از حدود ۵۷۰ پیش از میلاد به بعد، به‌طور برجسته‌ای روی سفالینه‌های آتیکی به تصویر کشیده شده‌اند و این روند تا میانهٔ سدهٔ ۵ پیش از میلاد ادامه یافته است. در طول این دوره، آمازون‌ها بیشتر بر روی سفالینه‌های آتیکی به سبک سیاه‌نگار، به تصویر کشیده می‌شدند. این نقوش معمولاً صحنه‌های نبرد آمازون‌ها در جنگ تروآ، یا به‌طور رایج‌تر، در نهمین خان افسانه‌ای هرکول را نشان می‌دادند. برخی از این ظروف سفالی با نام شخصیت‌های آمازونی مزین شده بودند که در میان آن‌ها، آندروماخه بیشترین تکرار را داشته است. آنچنان‌که، در نبردهایی که هرکول حضور نداشته، چنین کتیبه‌هایی یافت نشده است. هرکول اغلب بر روی چنین ظروف سفالی در حال نبرد تک‌نفره با سه یا چند آمازون به تصویر کشیده شده است.
با کاهش محبوبیت سفالینه‌های سیاه‌نگار در ربع پایانی سده ۶ پیش از میلاد، آمازون‌ها به‌تدریج روی سفالینه‌های قرمز نگار نقش بستند. در همین دوره، تسئوس نیز به یکی از شخصیت‌های رایج در هنر مرتبط با آمازون‌ماخی تبدیل شد.

### معماری یونانی
تصاویر نبردهای آمازونی در معماری یونانی عمدتاً در دستهٔ مجسمه‌سازی معماری دورهٔ باستان متأخر تا پساکلاسیک قرار می‌گیرند. نمونه‌هایی از این نوع مجسمه‌سازی معماری را می‌توان در مکان‌های زیر مشاهده کرد:
- جبهه غربی معبد آپولون در ارتریا– حدود پایان قرن ۶ پیش از میلاد.
- میتوپ‌ها و نقش‌برجسته‌های خزانه آتنی‌ها در دلفی– حدود ۴۹۰ ق.م.
- معبد هفائستوس در آتن – حدود ۴۵۰ ق.م.
- معبد زئوس در المپیا – حدود ۴۶۰ ق.م.
- معبد آپولون در بسی – حدود ۴۱۰ ق.م.
- تپه شرقی سلینونته– حدود ۴۷۰ ق.م.
- آرامگاه هالیکارناسوس – حدود ۳۵۰ ق.م.
- معبد آرتمیس در ماگنزیا– قرن دوم پیش از میلاد.

پس از جنگ‌های ایران و یونان، یونانیان به این صحنه‌های نبرد اهمیت بیشتری داده و آن را به‌عنوان نمونه‌ای اسطوره‌ای از دفاع موفق آتن در برابر مهاجمان بیگانه در نظر گرفتند. به‌ویژه، نبرد آمازون آتیکی در مکان‌های زیر به تصویر کشیده شده است، از جمله:
- متوپ غربی پارتنون – حدود ۴۴۰ پ.م.
- سپر مجسمه آتنا پارتنون – حدود ۴۴۰ پ.م.
- استوا پوی‌کایل در آتن – حدود ۴۶۰ پ.م.

### متوپ‌های غربی پرستشگاه پارتنون
نگارگری و طراحی متوپ‌های غربی پرستشگاه پارتنون، معبدی در آکروپولیس آتن که به آتنا الهه یونانی اختصاص دارد، به کالامیس، پیکره‌ساز یونانی، نسبت داده می‌شود. متوپ‌های غربی پارتنون نبرد بین یونانیان و آمازون‌ها را به نمایش می‌گذارد. البته با وجود وضعیت تخریب‌شده آن، پژوهشگران عموماً توافق دارند که این صحنه تهاجم آمازون‌ها به آتیک‌ها را به تصویر می‌کشد.

### سپر آتنا باکره (پارتنوس)
سپر آتنا پارتنوس، که توسط فیدیاس ساخته شده است، نگاره‌ای از یک آمازون سرنگون شده را نشان می‌دهد. آتنا پارتنوس مجسمه‌ای بزرگ از جنس کریسلفنتین (ترکیبی از طلا و عاج) از آتنا بود. بت (الوهیت) اصلی درون پارتنون آتن بود که اکنون از بین رفته است، اما از طریق توصیفات تاریخی و نمونه‌های کوچک باستانی می‌شود به این نتیجه رسید.

### نقش برجسته پرستشگاه آپولون دربسی
پیکرهٔ بسی، از پرستشگاه آپولون در بسی، شامل شماری سنگ‌نبشته که نبرد آمازون‌ها با تروآ و نبرد آمازون‌ها با هرکول را نمایش می‌دهد. نبرد آمازون‌ها و تروآ بر روی سه بلوک نقش‌برجسته‌ای نمایش داده شده و مرگ پانته‌زیله به دست آشیل را به رخ می‌نماید.

### پیکره‌ای از آرمگاه هالیکارناس
چندین بخش از پیکرهٔ نبرد آمازون‌ها مربوط به آرامگاه هالیکارناس، اکنون در موزه بریتانیا نگهداری می‌شود. در یکی از بخش‌ها هرکول را نشان می‌دهد که موی یک آمازون را گرفته و در حالی که گرز خود را پشت سرش بلند کرده، آمادهٔ ضربه زدن است. باور بر این هست این آمازون هیپولیتا، ملکه آمازون‌ها باشد. سنگ‌نبشته دیگری آمازونی سواره را نشان می‌دهد که به یک یونانی حمله می‌کند، در حالی که یونانی با سپرِ برافراشته از خود دفاع می‌کند. باور بر این است این یونانی تسئوس باشد، که در گذار از خان‌های هرکول به وی پیوسته بود.

### تابوت‌های سنگی رومی
نمونه‌های فراوانی از نگاره‌های آمازون‌ها مربوط به دوران روم پیدا شده است که صحنه‌های نبرد آمازونی را بر روی موزاییک‌ها، سکه‌ها، نقش‌برجسته‌ها، پیکره‌های پیش‌کشی و دیگر آثار هنری به تصویر می‌کشند. به‌ویژه، بیش از ۶۰ نقش‌برجستهٔ تابوت‌های سنگی پیدا شده‌اند که صحنه‌های نبرد میان آمازون‌ها و یونانیان را به تصویر می‌کشند.

### دیگر منابع
مایکن صحنهٔ نبرد آمازون را برروی استوا پوی‌کایل در آگورای باستانی آتن نقاشی کرد، اما این اثر اکنون از بین رفته است. فیدیاس زمینهٔ نبرد آمازونی را بر روی زیرپایی تندیس کریسلفنتین زئوس در المپیا به تصویر کشیده بود.
در سال ۲۰۱۸، باستان‌شناسان در قربانگاه آیینی سلت‌ها در نزدیکی روستای اسلاتینا ناد ببراوو در اسلواکی، لبه‌های سنگ‌نبشتهٔ نقش‌برجسته تزئین شده از جنس برنز را کشف کردند که بخشی از زره سینه‌ای یک جنگجوی یونانی بوده است. معاون مدیر مؤسسه باستان‌شناسی اسلواکی به آگاهی رسانید که این اثر، کهن‌ترین اثر هنری اصیل یونانی در این منطقه از اسلواکی بوده است. پژوهشگران تکه‌ها را وارسی کرده و تشخیص دادند، که این آثار زمانی پاره‌ای از یک نقش‌برجسته بوده‌اند که آمازون‌ها را به تصویر می‌کشیده است.

## نماد نبرد آمازون‌ها
نبرد آمازونی نمایانگر تمدن و شهرنشینی ایده‌آل یونانی است. آمازون‌ها به‌عنوان نژادی وحشی و بربر به تصویر کشیده شده‌اند، در حالی که یونانیان به‌عنوان نژاد انسانی شهرنشین پیشرفته نمایان شده‌اند. دیدگاه برونو اسنل دربارهٔ نبرد آمازونی:
برای یونانیان، جنگ تایتان‌ها و نبرد با غول‌ها نماد پیروزی جهان خودشان بر جهانی بیگانه بود. نبردهای دربرابر آمازون‌ها و سانتورها، همچنان نشانگر چیرگی یونانیان بر هر چیز بربری، وحشیانه و ناپسند بود. 

## نگارخانه
- مجسمه‌های بسی شامل یک بلوک مرمری از نوار برجسته معبد آپولون اپیکوریوس، بسی، یونان، حدود ۴۲۰–۴۰۰ پیش از میلاد و صحنه‌ای از نبرد آمازون‌ها و یونانی‌ها، معبد بریتانیا
- آرامگاه هالیکارناس
- هرکول در نبرد با آمازون‌ها، در قرن ۶ پیش از میلاد
- جزئیات یک گلدان، ۴۲۰ پیش از میلاد